# Sistema Nacional de Consejos de Desarrollo (Guatemala)
El Sistema de Consejos de Desarrollo (SISCODE) es el medio principal de participación de la población de Guatemala en la gestión pública —con particular énfasis en las poblaciones maya, xinca y garífuna— para llevar a cabo el proceso de planificación democrática del desarrollo, tomando en cuenta principios de unidad nacional, multiétnica, pluricultural y multilingüe de la nación guatemalteca.

## Integración
El Sistema Nacional de Consejos de Desarrollo está integrado por niveles, en la siguiente forma:
1. El nacional, con el Consejo Nacional de Desarrollo Urbano y Rural.
2. El regional, con los Consejos Regionales de Desarrollo Urbano y Rural.
3. El departamental, con los Consejos Departamentales de Desarrollo.
4. El municipal, con los Consejos Municipales de Desarrollo.
5. El comunitario, con los Consejos Comunitarios de Desarrollo.

## Principios
Los principios generales del Sistema Nacional de Consejos de Desarrollo son:
1. El respeto a las culturas de los pueblos que conviven en Guatemala.
2. El fomento a la armonía en las relaciones interculturales.
3. La optimización de la eficacia y la eficiencia en todos los niveles de la administración pública.
4. La constante atención porque se asigne a cada no de los niveles de la administración pública las funciones que por su complejidad y características pueda realizar mejor que cualquier otro nivel. La promoción de procesos de democracia participativa, en condiciones de equidad e igualdad de oportunidades de los pueblos maya, xinca y garífuna y de la población no indígena, sin discriminación alguna.
5. La conservación,el mantenimiento del equilibrio ambiental y el desarrollo humano, con base en las cosmovisiones de los pueblos maya, xinca y garífuna y de la población no indígena.
6. La equidad de género, entendida como la no discriminación de la mujer participación efectiva, tanto del hombre como de la mujer.

## Objetivo
El objetivo del Sistema de Consejos de Desarrollo es organizar y coordinar la administración pública